# Bhódžpurština
Bhódžpurština je jazyk rozšířený v severní a východní Indii. Jeho mluvčí nalezneme v západní části státu Bihár, severozápadní části státu Džárkhand, v regionu Purvančal ve státě Uttarpradéš a v přilehlé oblasti jižního Nepálu. Mimo Indii najdeme bhódžpurštinu v Guyaně, Surinamu, na Fidži, v Trinidadě a Tobagu a na Mauriciu. Jazyk surinamských Hindů je někdy označován jako bhódžpurština, ale většinou spíše jako sarnamská hindština nebo pouze sarnamština.
Průzkum jazyka provedený vládou Indie shledal bhódžpurštinu pouze dialektem hindštiny. V současné době však indická vláda podniká kroky, aby bhódžpurština mohla být zařazena mezi národní jazyky Indie.
Bhódžpurština sdílí slovní zásobu s jazyky jako je sanskrt nebo hindština a dalšími indoárijskými jazyky severní Indie. Blízce příbuzná je s maithilštinou a angičtinou, které patří i s bhódžpurštinou do bihárských jazyků. Bihárské jazyky jsou součástí východní větve indoárijských jazyků, kam patří i bengálština nebo urijština.
Je mnoho dialektů bhódžpurštiny, včetně tří nebo čtyř samostatných na východě státu Uttarpradéš.
Vážený učenec a polyglot, Mahapandit Rahul Sankrityayan napsal několik děl v bhódžpurštině. Několik dalších indických spisovatelů píše v bhódžpurštině, ale jejich počet je mizivý ve srovnání s počtem mluvčích. Slavný vlastenec, spisovatel, badatel, dandi sanyasi Swami Sahajanand Saraswati pochází z bhódžpursky mluvící oblasti Uttarpradéše. Mezi známé bhódžpurské osobnosti patří první prezident Indie Rajendra Prasad, Manoj Bajpai, a bývalý indický předseda vlády Čandra Šékhar.

## Počet mluvčích a rozšíření
Podle článku publikovaného v Times of India je bhódžpurština prvním nebo druhým jazykem přibližně pro 70 miliónů lidí ve státě Uttarpradéš a téměř 80 miliónů lidí ve státě Bihár. Mimo tyto oblasti mluví bhódžpursky asi 6 miliónů lidí. Jedná se o státy Nepál, Mauricius, Fidži, Surinam, Guyana, Uganda, Singapur, Trinidad a Tobago, Velká Británie a USA. Celkem to tedy je skoro 150 miliónů.
Oficiální odhad podle sčítání lidu Indie z roku 2001 je však mnohem nižší. Ten počítá pouze s 33 milióny mluvčích v Indii.
Existuje mnoho dialektů bhódžpurštiny v různých částech světa, např. v Brazílii, na Fidži, v Guyaně, na Mauriciu, v Jihoafrické republice, v Surinamu a v Trinidadu a Tobagu.
Bhódžpurština byla ovlivněna mnoha jazyky různě po světě. Mauricijská bhódžpurština obsahuje mnoho slov přejatých z angličtiny a kreolštiny, trinidadská bhódžpurština zas doplnila slovní zásobu některými karibskými a anglickými slovy.

## Příklady

### Číslovky
| Číslice | Bhódžpursky | Transliterace | Česky |
| १       | एक          | ek            | jeden |
| २       | दु           | du            | dva   |
| ३       | तीन          | tīn           | tři   |
| ४       | चार          | cār           | čtyři |
| ५       | पाँच          | pāṃc          | pět   |
| ६       | छव          | chav          | šest  |
| ७       | सात          | sāt           | sedm  |
| ८       | आठ          | āṭh           | osm   |
| ९       | नव          | nav           | devět |
| १०      | दस          | das           | deset |

## Vzorový text

### Všeobecná deklarace lidských práv
| bhódžpursky | सबहि लोकानि आजादे जम्मेला आओर ओय्विनियो के बराबर सम्मान आओर अघ्कारि प्राप्त हवे। ओय्विनियो के पास समझ-बूझ आओर अंत:करण के आवाज होय्वता आओर हुनको के दोसरा के साथ भाझ्र्चारा के बेवहार करे के होय्वला।                                                                                      |
| transkripce | Savahi līkāni ājāde jammelā āor oybiniyī ke barābara sammāna āor aghkāri prāpta habe. Oybiniyī ke pāsa samajha-būjha āor aṅtaḥkaraṇa ke ābāja hīybatā āor hunakī ke dīsarā ke sātha bhātha thāḍcārā ke bebahāra kare ke hīybalā. |
| česky       | Všichni lidé se rodí svobodní a sobě rovní co do důstojnosti a práv. Jsou nadáni rozumem a svědomím a mají spolu jednat v duchu bratrství.                                                                                       |